# Agnus Dei (Barber)

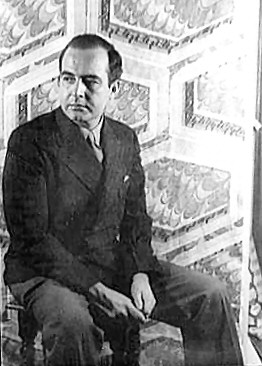
Samuel Barber, Bild: Carl van Vechten, 1944

Agnus Dei (Lamm Gottes) ist eine einsätzige Komposition für gemischten Chor von Samuel Barber. Er bearbeitete 1967 sein Adagio for Strings (1938) auf den lateinischen Text des Agnus Dei, des letzten Teils der Messe. Eine Aufführung des Stücks in b-Moll für vielfach geteilten Chor mit optionaler Begleitung von Orgel oder Klavier dauert ungefähr neun Minuten.

## Geschichte
Barbers Adagio for Strings begann als zweiter Satz seines Streichquartetts, Op. 11, komponiert 1936. Auf Anregung von Arturo Toscanini orchestrierte er es für Streicher, Toscanini dirigierte 1938 die Uraufführung in New York mit dem NBC Symphony Orchestra. Als Barber das Werk für Chor bearbeitete, änderte er die Musik dieser Fassung nur geringfügig. Agnus Dei wurde wie andere Bearbeitungen des Adagios von G. Schirmer veröffentlicht.

## Musik
Graham Olson stellt heraus, dass das Adagio mit Trauer, Sehnsucht, Liebe und Leidenschaft verbunden wird, die er als „sentimental Romanticism“ (sentimentale Romantik) zusammenfasst, während das Chorwerk die Spiritualität des Werkes zum Vorschein bringt („Barber brought to the surface the work's sense of spirituality.“). Er beobachtet Ähnlichkeit mit Werken der Renaissance von Palestrina und Gabrieli. Der Geiger Phillip Ying sagt über den ursprünglichen Quartettsatz: Die Partitur sieht so klar aus wie eine Übung in Kontrapunkt, und seine Stärke liegt in der Sparsamkeit der Mittel. („The score looks so clear, like a counterpoint exercise, and the power of it is in the economy of means.“)
Agnus Dei steht in b-Moll, das Tempo ist als „molto adagio“ (sehr langsam) angegeben, außerdem schrieb Barber vor „molto espressivo“ (sehr ausdrucksvoll) und zu Beginn „pp“ (pianissimo, sehr leise). Anfangs ist der Takt als 4/2 angegeben, doch einige der 69 Takte sind gedehnt zu 5/2 und 6/2. Das Werk ist für Sopran,  Alt, Tenor und Bass (SATB) gesetzt, alle vier Stimmen sind manchmal geteilt, die Männerstimmen sogar bis zu dreifach. Takte 12 bis 14 sind von einem Solo-Sopran zu singen. Die Musik wird dominiert von einer Melodie, die zuerst vom Sopran vorgestellt wird. Sie beginnt mit einer langen Note und geht im zweiten Takt in eine wellenförmige Bewegung in kleinen Schritten und gleichförmiger Bewegung über. In langem Melisma wird über zwei Takte der Text „Agnus Dei“ entwickelt. Die anderen Stimmen setzen einen halben Takt nach dem Sopran ein, bewegen sich im zweiten Takt zu einem anderen Akkord, den sie den ganzen Takt über halten. Nach ähnlichem Muster werden in den Takten 5 bis 8 die Worte „qui tollis peccata mundi“ (der du die Sünden der Welt nimmst) gestaltet, mit einem Abwärtsverlauf der Melodie auf „peccata mundi“. Die Wiederholung des Rufs „Agnus Dei“ ist eine Variation des Anfangs, intensiviert durch Sprünge in Quinten und Oktaven. Dann übernimmt der Alt die Melodie, „più f[orte] sempre espressivo“ (etwas stärker und immer ausdrucksvoll), während der Sopran in einer Gegenmelodie zum ersten Mal „miserere nobis“ (erbarm dich unser) singt. In Takt 28 übernimmt der Bass die Melodie, „p cresc. molto espressivo“ (leise aber anwachsend, sehr ausdrucksvoll), während die drei Oberstimmen ungeteilt erstmals singen „dona nobis pacem“ (gib uns Frieden). In Takt 35 erhält der Tenor die Melodie, „with increasing intensity“ (mit wachsender Intensität), übergibt an den Sopran, dann den Alt in Oktaven, der Sopran führt schließlich zum Höhepunkt auf die Worte „dona nobis pacem“, in langen Akkorden, fortissimo (sehr laut), in extremer Höhe für alle Stimmen, gefolgt von einer langen Generalpause. Nach der Stille wiederholt eine langsame Akkordfolge die Worte in tiefer Lage, dabei wird zu dominantischen Tonarten wie C-Dur und F-Dur moduliert. Nach einer weiteren Stille beginnt eine Art Reprise des Anfangs, Soprano und Tenor singen die Melodie unisono auf „Agnus Dei … dona nobis pacem“, während Alt und Bass einwerfen „miserere nobis“. In der letzten Zeile verlangsamt der Alt den Anfang der Melodie auf „dona nobis pacem“, „mf molto espr. sost.“ (mittlere Stärke, sehr ausdrucksvoll, gehalten), während die anderen Stimmen mit einem sehr leisen „miserere nobis“ enden, „morendo“ (ersterbend).
Das Stück dauert ungefähr neun Minuten. Die Begleitung dient nur der Unterstützung der Singstimmen und ist optional.

## Einspielungen
Die Corydon Singers nahmen das Werk 1986 auf, mit Bernsteins Chichester Psalms und Motetten von Aaron Copland. Der New College Choir, Oxford, nahm es 1997 auf. 2000 brachte der Chor des Ormond College eine Zusammenstellung von Barbers Chormusik heraus. 2003 war das Stück Teil einer Sammlung The Best Of Barber, gesungen von den Robert Shaw Festival Singers. 2005 nannten The Sixteen eine Aufnahme von amerikanischer Chormusik nach diesem Werk und charakterisierten es als „lyrical traditionalism“ (lyrischer Traditionalismus). James Carson beschrieb in seiner Besprechung im Magazin Fanfare ausgedehnte allmähliche Crescendi, die sich zu erschütternden Höhepunkten gegen Ende aufbauen (extended gradual crescendos that build to shattering climaxes toward the end).

## Verwendung
1997 übernahm Puff Daddy ein Sample des Anfang von Barbers Agnus Dei als Intro der Album-Version seines Cover-Songs I’ll Be Missing You.